# Reeve (dorp)
Reeve is een dorp  in de IJsseldelta, in de gemeente Kampen. De nieuwe woonplaats ligt aan het Reevediep, een hoogwatergeul die de IJssel verbindt met de randmeren. Deze geul werd rond 2015 aangelegd in het kader van het programma Ruimte voor de Rivier. Het dorp Reeve ligt in de polder Dronthen, een oude polder ten westen van de stad Kampen.
Reeve wordt in grootte de tweede woonkern op het riviereneiland Kampen, na de stad Kampen. Sinds de zomer van 2021 is het dorp in aanbouw. Reeve is na het dorp Hoef en Haag in de gemeente Vijfheerenlanden in de provincie Utrecht, het tweede nieuw ontworpen dorp in Nederland in de 21e eeuw.

## Archeologische onderzoek
Tijdens het aan de bouw voorafgaande verplichte archeologisch onderzoek zijn verschillende historische bewoningssporen gevonden, met name uit de vijftiende eeuw.